# Holoneurus fulvus
Holoneurus fulvus är en tvåvingeart som beskrevs av Jean-Jacques Kieffer 1896. Holoneurus fulvus ingår i släktet Holoneurus och familjen gallmyggor. Inga underarter finns listade i Catalogue of Life.